# 大津留厚
大津留 厚（おおつる あつし、1952年 - ）は、日本の歴史学者。専門は西洋史、ハプスブルク近代史。学位は東京大学修士（国際学）。神戸大学名誉教授。
アウスグライヒや、プラグマーティシェ・ザンクツィオーン（国事詔書）の意義を再考し、また、ウィーンのコメンスキー学校や青野原俘虜収容所といった舞台を通して、ハプスブルク帝国史を多面的に研究している。

## 略歴
1952年、東京都生まれ。東京都立青山高等学校卒業。
1976年、東京大学文学部西洋史学科卒業。1978年、東京大学大学院社会学研究科修士課程を修了。1985年、同研究科国際関係論専攻博士課程単位取得退学。1979年～1981年、ウィーン大学に留学し、ロバート・A. カン （Robert A. Kann）に師事する。
1985年、大阪教育大学教育学部講師。1989年同助教授。1998年、神戸大学文学部助教授。2000年同教授。2007年、学部改組により神戸大学大学院人文学研究科教授。2017年の定年退職まで勤務。
2017年3月26日「多言語教育への闘い：世紀末ウィーンのコメンスキー学校」と題して最終講義を行った。

## 著書

### 単著
- 『ハプスブルクの実験：多文化共存を目指して』中央公論社＜中公新書＞、1995年。ISBN 978-4-12-101223-4
  - 『ハプスブルクの実験：多文化共存を目指して』（増補改訂版）春風社、2007年。ISBN 978-4-86110-097-0
- 『ハプスブルク帝国』山川出版社＜世界史リブレット＞、1996年。 ISBN 978-4-634-34300-9
- 『捕虜が働くとき：第一次世界大戦・総力戦の狭間で』人文書院＜レクチャー　第一次世界大戦を考える＞、2013年。ISBN 978-4-409-51117-6
- 『さまよえるハプスブルク：捕虜たちが見た帝国の崩壊』岩波書店、2021年。ISBN 978-4-00-061463-4

### 共著
- 山田史郎ほか『移民』（近代ヨーロッパの探究・1）ミネルヴァ書房、1998年。ISBN 978-4-623-02928-0
- 大津留厚ほか『民族』（近代ヨーロッパの探究・10）ミネルヴァ書房、2003年。ISBN 978-4-623-03716-2
- 大津留厚・藤原竜雄・福島幸宏『青野原俘虜収容所の世界：第一次世界大戦とオーストリア捕虜兵』山川出版社＜historia・027＞、2007年。ISBN 978-4-634-49198-4
- 大津留厚・奥村弘・長野順子『捕虜として姫路・青野原を生きる 1914-1919：箱庭の国際社会』神戸新聞総合出版センター、2011年。ISBN 978-4-343-00648-6

### 編著
- 『中央ヨーロッパの可能性：揺れ動くその歴史と社会』昭和堂、2006年。ISBN 978-4-8122-0527-3
- 『「民族自決」という幻影：ハプスブルク帝国の崩壊と新生諸国家の成立』昭和堂、2020年。ISBN 978-4-8122-2001-6

### 共編著
- 大津留厚・水野博子・河野淳・岩崎周一『ハプスブルク史研究入門：歴史のラビリンスへの招待』昭和堂、2013年。ISBN 978-4-8122-1315-5
- 増田好純著（大津留厚・石田勇治編）『ナチ・ドイツにおける労働動員　ドイツ人、外国人、強制収容所囚人：ユンカース航空機・発動機製作所を事例に』神戸大学出版会（発売：神戸新聞総合出版センター）2022年。ISBN 978-4-909364-18-0

### 共訳
- J. ダインダム『ウィーンとヴェルサイユ：ヨーロッパにおけるライバル宮廷 1550～1780』大津留厚・小山啓子・石井大輔訳、刀水書房、2017年。ISBN 978-4-88708-424-7

### 監訳
- ジョゼフ・ロスチャイルド『大戦間期の東欧：民族国家の幻影』刀水書房、1994年。ISBN 978-4-88708-170-3
- マーティン・シェーファー『エリザベート：栄光と悲劇』永島とも子訳、刀水書房、2000年。ISBN 978-4-88708-265-6
- ヴォルフガング・バウワー『植民都市・青島 1914‐1931：日・独・中政治経済の結節点』森宜人・柳沢のどか訳、昭和堂、2007年。ISBN 978-4-8122-0701-7

### 文庫解説
- A・J・P・テイラー『ハプスブルク帝国　1809-1918：オーストリア帝国とオーストリア＝ハンガリーの歴史』（倉田稔訳）筑摩書房＜ちくま学芸文庫＞、2021年。ISBN 978-4-480-51062-4